# Oenothera moravica
Oenothera moravica är en dunörtsväxtart som beskrevs av V. Jehlík och K. Rostanski. Oenothera moravica ingår i släktet nattljussläktet, och familjen dunörtsväxter. Inga underarter finns listade i Catalogue of Life.